# Euophrys melanoleuca
Euophrys melanoleuca är en spindelart som beskrevs av Cândido Firmino de Mello-Leitão 1944. 
Euophrys melanoleuca ingår i släktet Euophrys och familjen hoppspindlar. Inga underarter finns listade i Catalogue of Life.